# Politechnika Swinburne
Politechnika Swinburne, Swinburne University of Technology – australijska uczelnia państwowa z siedzibą w Melbourne. 